# Shinhan Bank

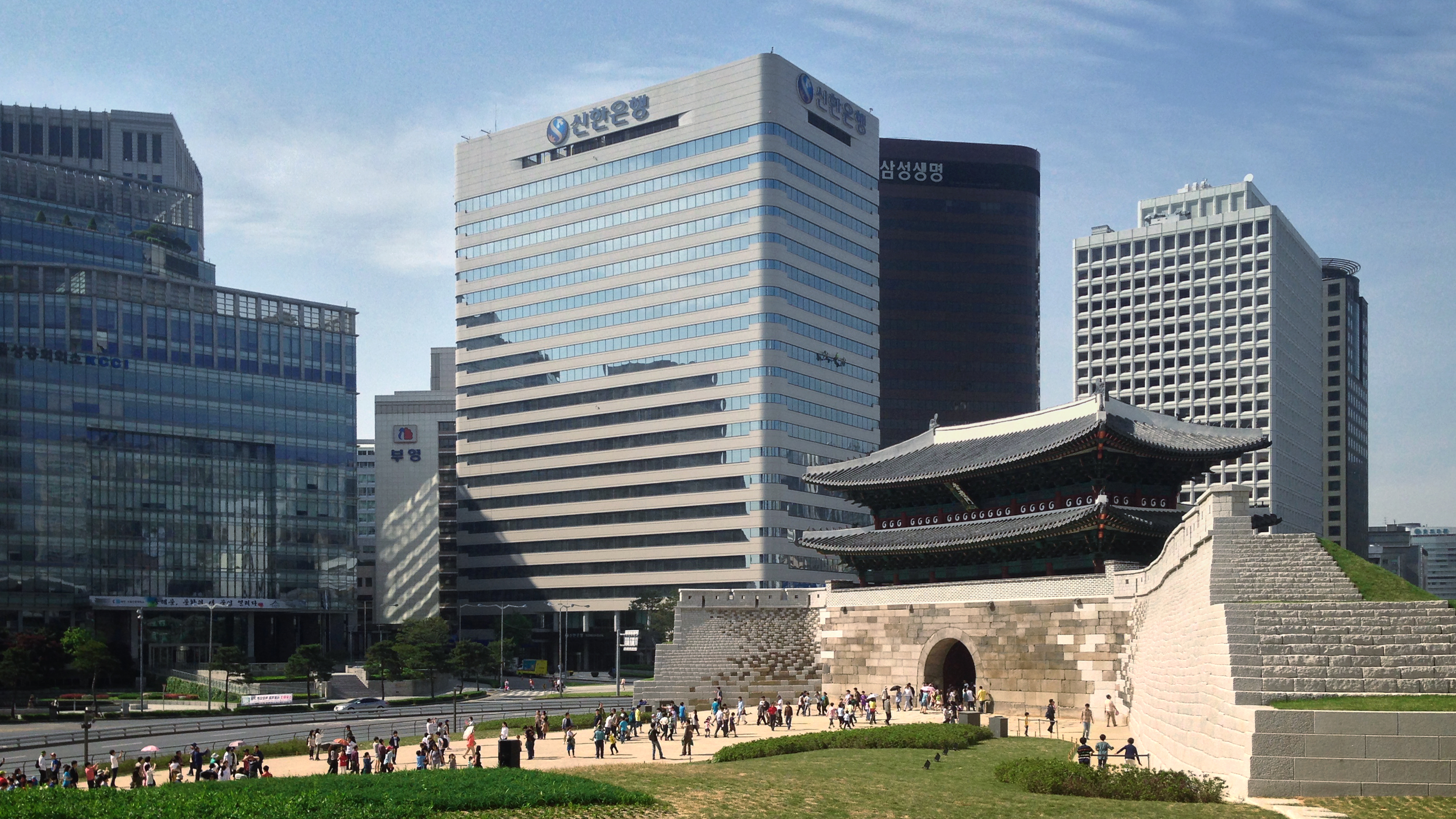
Bürogebäude in Seoul

Die Shinhan Bank (Hangeul: 신한은행; Hanja: 新韓銀行) ist ein südkoreanisches Kreditinstitut mit Sitz in Seoul. Die Bank ist eine Tochter der börsennotierten Shinhan Financial Group. Die Wurzeln des Geldhauses liegen im Jahr 1897, als das Institut als erste Bank Koreas mit dem Namen Hanseong Bank gegründet wurde. Shinhan zählt heute zu den größten Banken Koreas.